# ムフリラ
ムフリラ（Mufulira）は、ザンビア中部のカッパーベルト州の都市。
2016年の人口は17万5000人。

## 概要
カッパーベルト州6大都市のひとつで、キトウェの北東40km、ンドラの北60km、チンゴラの東55kmに位置し、コンゴ民主共和国の上カタンガ州との国境からは16kmしか離れていない。
ムフリラはモパニ銅山に隣接し、銅の採掘及び精錬が主な産業である。1933年に銅山が操業を開始した。
レヴィー・ムワナワサ前ザンビア大統領はムフリラの出身である。

## 著名人
- カルシャ・ブワルヤ (サッカー選手、1988年アフリカ年間最優秀選手)
- クリストファー・カトンゴ (サッカー選手、アフリカネイションズカップ2012最優秀選手)
- ケネス・カウンダ　(ザンビア初代大統領)
- サミュエル・ンドロヴ（英語版） (サッカー選手、サッカーザンビア代表監督)
- シモン・カプウェプウェ（英語版）　(ザンビア初代副大統領)
- ダフィッド・ジェームズ（英語版） (ラグビーユニオン選手)
- フェリックス・カトンゴ (サッカー選手、クリストファー・カトンゴの弟)
- フレデリック・チルバ　(ザンビア第2代大統領)
- レヴィー・ムワナワサ (ザンビア第3代大統領)
- ロバート・アーンショウ (サッカー選手)
- ロバート・ラング（英語版） (音楽プロデューサー、作曲家)